# Torslanda IK
Torslanda IK är en fotbolls-, futsal- och bordtennisklubb i Torslanda i Göteborg. Klubben disponerar idrottsplatsen Torslandavallen.

## Historia
Föreningen bildades som fotbollsklubb 1944. Under årens gång har klubben haft aktiviteter i fotboll, bordtennis, handboll, ishockey, gymnastik och bowling.
2016 gick föreningen ihop med  Avenyn United FC och adderade därmed futsal till sin verksamhet.

## Aktuell serietillhörighet
För säsongen 2016/2017 i bordtennis och futsal samt 2018 i fotboll tillhör klubbens seniorlag seriesystemet enligt följande:
|            | Damer           | Herrar                    |
| Bordtennis | -               | Division 3                |
| Fotboll    | Division 3B     | Division 2 Norra Götaland |
| Futsal     | Futsal DM Damer | Svenska Futsalligan södra |

## Spelare

### Spelartrupp
(L) - Inlånad spelare
| Nummer      | Land        | Spelare            | Födelsedatum      | Kom från                | Moderklubb         |           |
| Målvakter   | Målvakter   | Målvakter          | Målvakter         | Målvakter               | Målvakter          | Målvakter |
| ----------- | ----------- | ------------------ | ----------------- | ----------------------- | ------------------ | --------- |
| 31          | Sverige     | Joel Nöller        | 9 juli 2003       | Estepona                | Azalea BK          |           |
| 32          | Sverige     | Lukas Lehto (L)    | 25 maj 2006       | Utsiktens BK            | Solängens BK       |           |
| Försvarare  |             |                    |                   |                         |                    |           |
| 2           | Sverige     | Fabian Påhlman     | 5 december 1998   | IFK Björkö              | Torslanda IK       |           |
| 3           | Sverige     | Ludvig Holgersson  | 24 mars 2005      | IK Kongahälla           | IK Kongahälla      |           |
| 4           | Nya Zeeland | Harrison Moss-Edge | 1 mars 1994       | Eastern Suburbs         | Melville United    |           |
| 5           | Sverige     | Delmon Akbas       | 6 januari 2005    | IFK Göteborg            | Gais               |           |
| 6           | Nya Zeeland | Dominic Wooldridge | 11 mars 1999      | Eastern Suburbs         | Wellington Phoenix |           |
| 13          | Sverige     | Felix Wennergrund  | 26 mars 2001      | Onsala BK               | Tölö IF            |           |
| 14          | Sverige     | Charlie Axede (L)  | 10 september 2005 | BK Häcken               | Alingsås IF        |           |
| Mittfältare |             |                    |                   |                         |                    |           |
| 8           | Sverige     | Ludvig Eknander    | 15 januari 1998   | Torslanda IK U          | Torslanda IK       |           |
| 15          | Nya Zeeland | Owen Parker-Price  | 10 december 1998  | Eastern Suburbs         | Western Suburbs    |           |
| 16          | Nya Zeeland | Sean Bright        | 28 januari 2002   | Hillerød                | Western Suburbs    |           |
| 19          | Sverige     | Elliot Blessner    | 4 december 2005   | Torslanda IK U          | Torslanda IK       |           |
| 23          | Sverige     | Edvard Jahn        | 14 juni 2006      | Torslanda IK U          | Torslanda IK       |           |
| -           | Sverige     | Axel Ljungvall     | 25 januari 2005   | Torslanda IK U          | Torslanda IK       |           |
| Anfallare   |             |                    |                   |                         |                    |           |
| 7           | Sverige     | Yonatan Yosef      | 24 april 2003     | Qviding FIF             | Angered MBIK       |           |
| 9           | Sverige     | Liam Björninger    | 3 mars 2005       | Gais                    | Sverige            |           |
| 11          | Sverige     | Elliot Bäcklund    | 13 december 1999  | IFK Göteborg            | Hönö IS            |           |
| 17          | Sverige     | Albin Bergström    | 9 maj 2003        | Åtvidabergs FF          | Kisa BK            |           |
| 18          | Sverige     | Hannes Davidsson   | 22 maj 2004       | Torslanda IK U          | Torslanda IK       |           |
| 21          | Sverige     | Olle Johansson     | 16 maj 2002       | Tvååkers IF             | Skene IF           |           |
| 25          | Sverige     | Kasper Davidsson   | 7 augusti 2000    | Jacksonville University | Torslanda IK       |           |

### Framstående spelare
Av på senare år framgångsrika fotbollsspelare har John Alvbåge och Fredrik Lundgren samt Jennifer Falk Torslanda som moderklubb.